# Schrödinger (cráter)

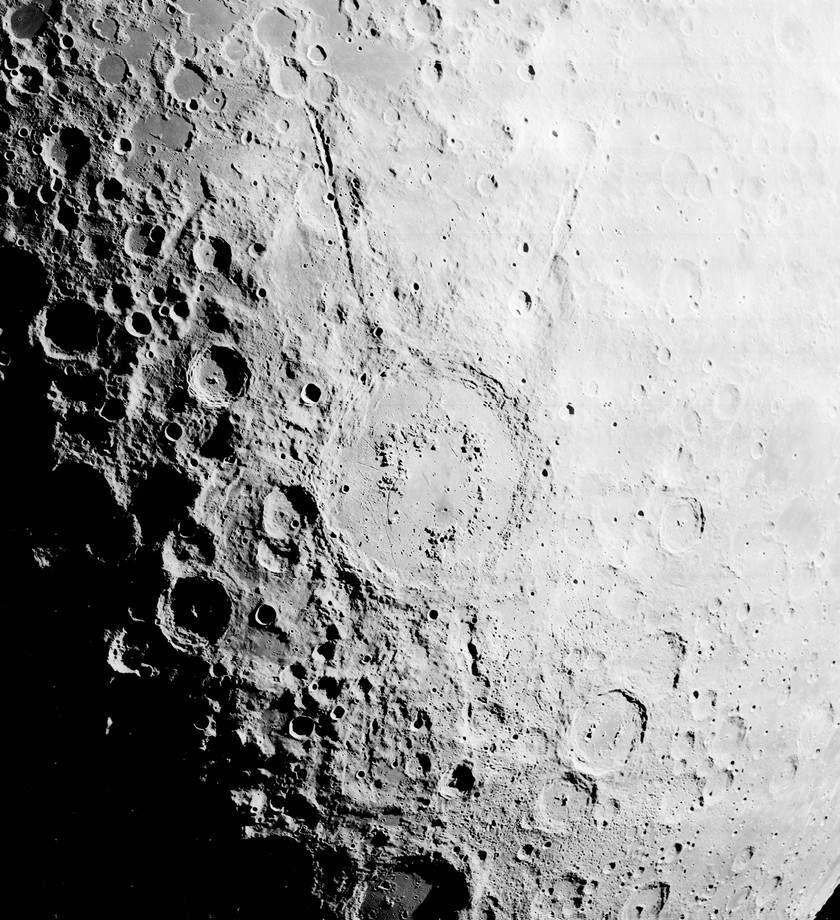
Schrödinger en el centro. El Vallis Planck se extiende desde el cráter hasta la parte superior derecha del centro, y el Vallis Schrödinger se extiende hacia la parte superior izquierda del centro, atravesando Sikorsky. El polo sur está en la parte inferior izquierda, en la sombra.

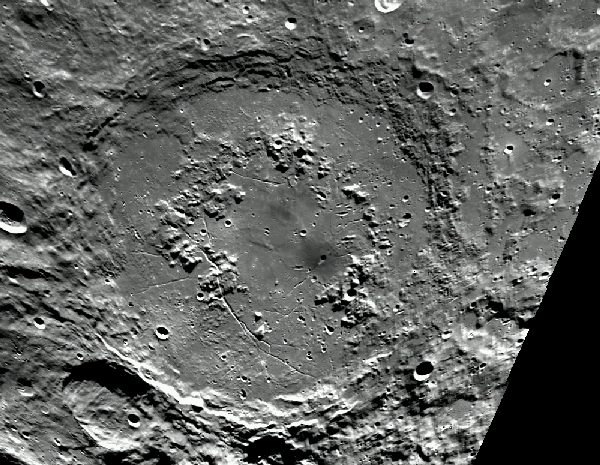
Schrödinger desde la nave Clementine. Nótese el incompleto anillo interior. Foto NASA.

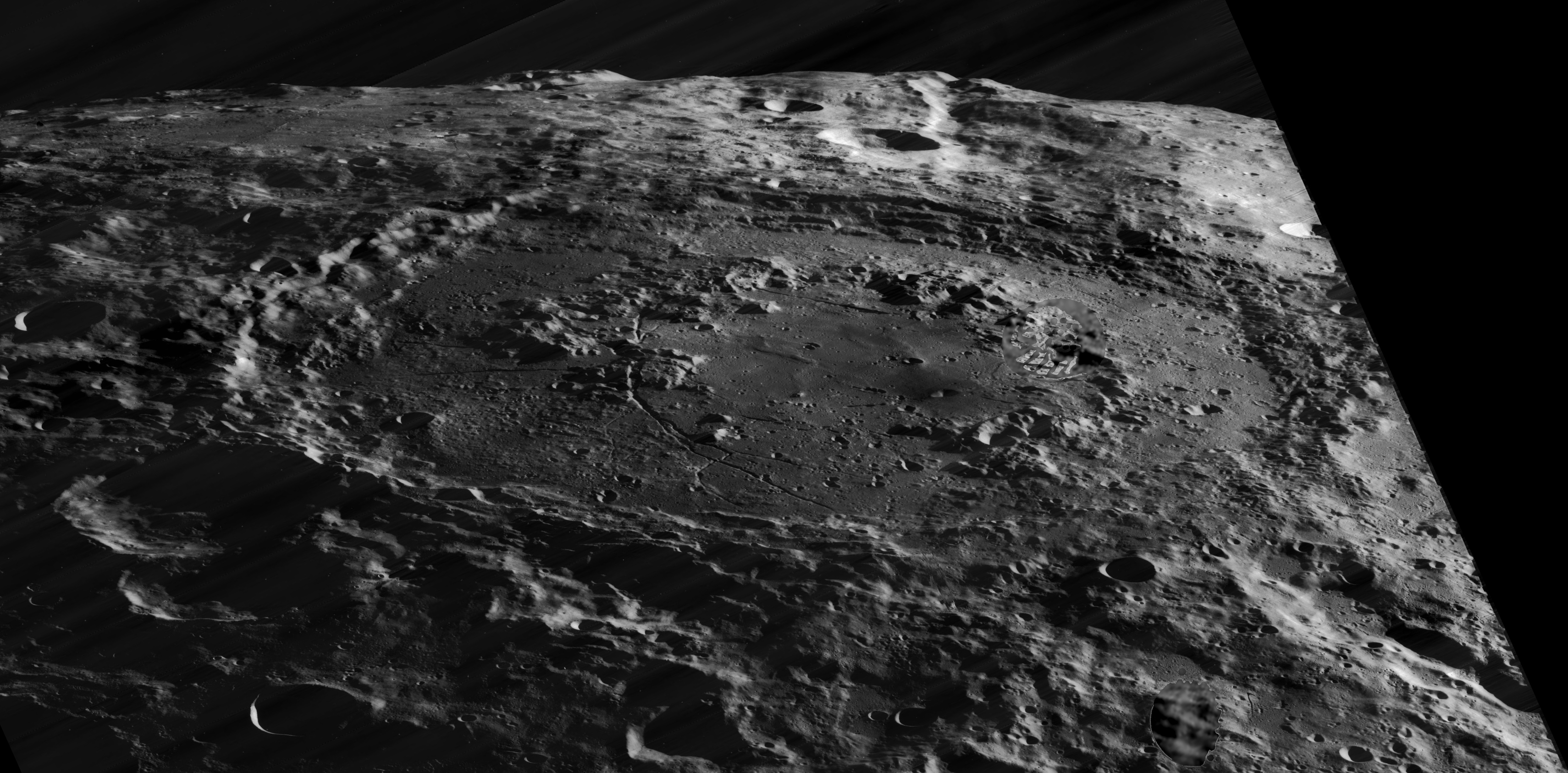
Vista oblicua desde el Lunar Orbiter 5.

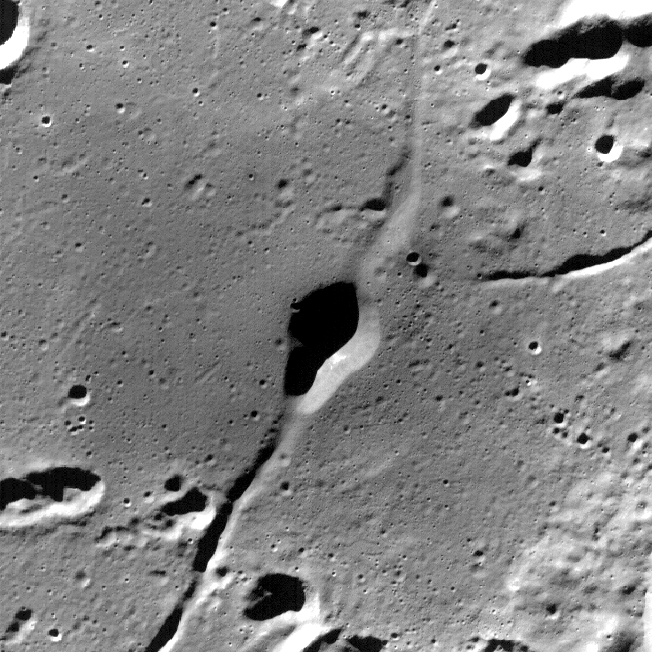
Detalle con Schrödinger G. El área de bajo albedo dentro de Schrödinger, es interpretada como un respiradero volcánico, similar al existente en Alphonsus, en la cara visible.

Schrödinger es un gran cráter de impacto lunar, con la forma tradicionalmente denominada como llanura amurallada. Se encuentra cerca del polo lunar sur, en la cara oculta de la Luna, y solo se puede ver desde naves en órbita. El cráter más pequeño Ganswindt se une al borde suroeste de Schrödinger, invadiendo ligeramente la pared interior. Adyacente al sur se halla el cráter Nefed'ev. Más al suroeste se encuentra el cráter Amundsen.
|  |  |

Posee un ancho borde exterior que ha sido ligeramente redondeado debido a impactos posteriores. Pero su perfil permanece bien definido, y los rastros de aterrazamientos se han integrado en la superficie interna. Los materiales eyectados hacia el exterior forman una serie de rampas irregulares, que se extienden hasta a 100 kilómetros de distancia.
La cuenca de impacto de Schrödinger es una de las pocas ubicaciones en la Luna que muestran evidencia de actividad volcánica geológicamente reciente. Un estudio geológico de la cuenca muestra evidencias de flujos de lava y de respiraderos producto de posibles erupciones. También aparece material volcánico más antiguo, disperso debido a los impactos sufridos.
Dentro del interior aparece un segundo anillo, aproximadamente de la mitad del diámetro del reborde exterior. Forma una alineación circular de montañas escarpadas que rodea el centro, con la excepción de una amplia brecha en el sur. El resto del suelo ha sido reconstituido por flujos de lava posteriores, produciendo una superficie relativamente plana, particularmente dentro del anillo interior. La excepción es un área de terreno accidentado en la parte sureste del interior.
Un complejo de grietas se ha formado sobre el suelo, formando múltiples hendiduras particularmente en el sur. El suelo también ha sido marcado por impactos posteriores, dejando pequeños cráteres dispersos por la superficie. No presenta un pico central en el punto medio del interior.
El Vallis Schrödinger, un valle largo y estrecho, se aleja directamente de Schrödinger al noroeste. Esta formación comienza a cierta distancia del borde exterior del cráter, en el límite de los materiales eyectados que rodean el perímetro. Se extiende hasta el borde del cráter Moulton. Otro valle similar, designado Vallis Planck, irradia hacia el norte, comenzando cerca del cráter Grotrian en la periferia de los materiales eyectados de Schrödinger, y extendiéndose más allá de Fechner.
Lleva el nombre del físico alemán Erwin Schrödinger, uno de los padres de la mecánica cuántica.

## Cráteres satélite
Por convención estos elementos son identificados en los mapas lunares poniendo la letra en el lado del punto medio del cráter que está más cercano a Schrödinger.
|             | \| Schrödinger \| Coordenadas \| Diámetro \| \| ----------- \| ------------------------------- \| -------- \| \| B \| 68°24′S 141°18′E / -68.4, 141.3 \| 25 km \| \| G \| 75°24′S 137°12′E / -75.4, 137.2 \| 8 km \| \| J \| 78°24′S 154°36′E / -78.4, 154.6 \| 16 km \| \| W \| 68°30′S 115°36′E / -68.5, 115.6 \| 12 km \| |          |
| Schrödinger | Coordenadas | Diámetro |
| B           | 68°24′S 141°18′E / -68.4, 141.3 | 25 km    |
| G           | 75°24′S 137°12′E / -75.4, 137.2 | 8 km     |
| J           | 78°24′S 154°36′E / -78.4, 154.6 | 16 km    |
| W           | 68°30′S 115°36′E / -68.5, 115.6 | 12 km    |